# Draba hissarica
Draba hissarica är en korsblommig växtart som beskrevs av Vladimir Ippolitovich Lipsky. Draba hissarica ingår i släktet drabor, och familjen korsblommiga växter. Inga underarter finns listade i Catalogue of Life.